# Sicherheitstrennstreifen

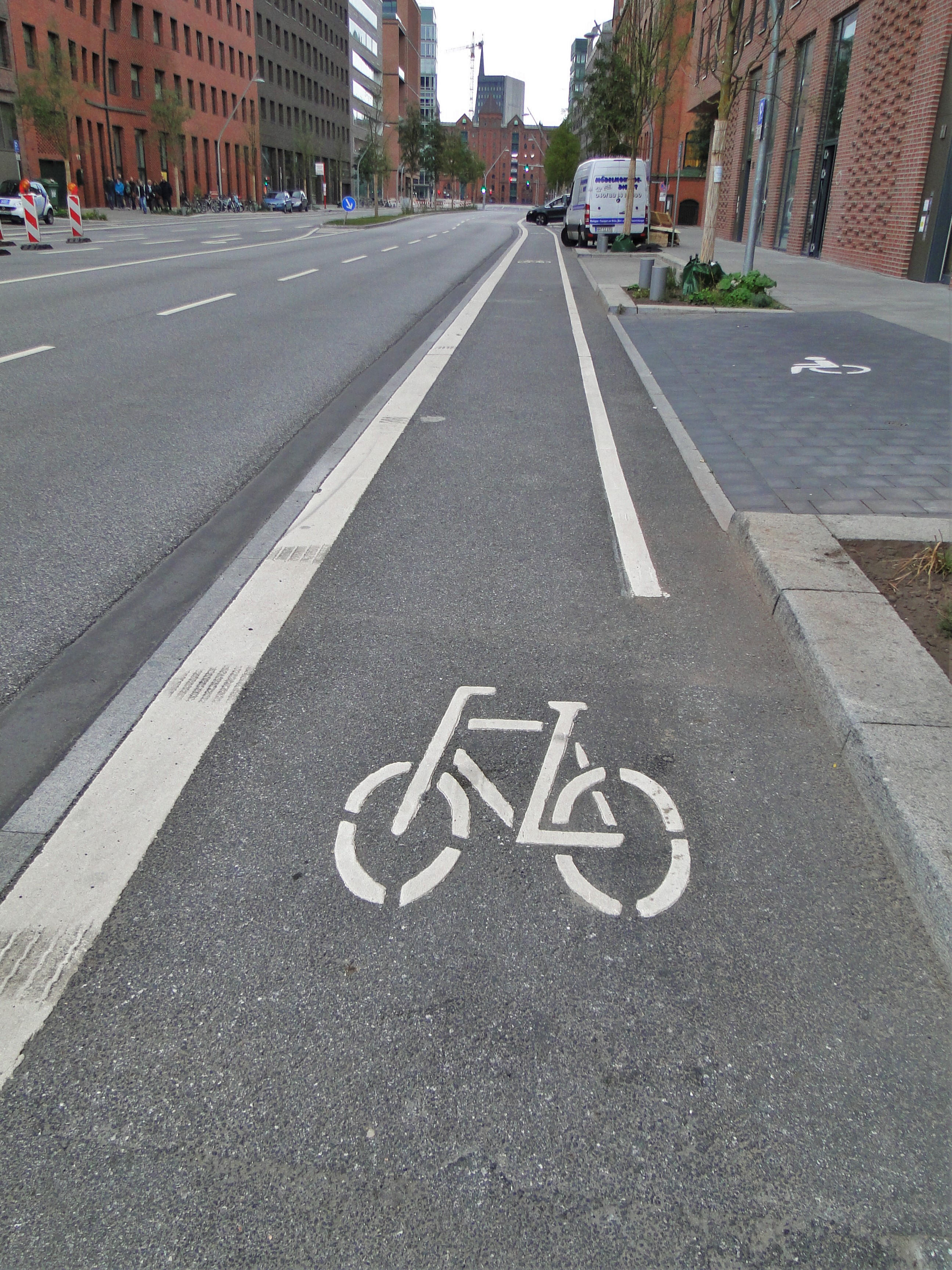
Beginn eines Sicherheitstrennstreifens zwischen Radfahrstreifen und Parkstreifen in Hamburg

Ein Sicherheitstrennstreifen ist in Deutschland ein baulich erkennbarer oder durch Markierung verdeutlichter Bereich, im Gegensatz zum Sicherheitsraum, der nicht immer markiert oder baulich angelegt ist. Damit wird ein Abstand zwischen fahrbahnbegleitendem Radweg und Rand der Fahrbahn oder zwischen Radfahrstreifen oder Schutzstreifen und parkenden Autos verdeutlicht.
Zielsetzung ist beim Radweg, einen größeren Abstand zum fließenden Autoverkehr zu erreichen, außerdem Radfahrer außerhalb des Bereiches zu führen, in dem durch Fahrer oder Beifahrer plötzlich aufgestoßene Autotüren zu Dooring-Unfällen führen. Sie machen jeden vierzehnten polizeilich gemeldeten Unfall zwischen Rad und Auto aus.

## Empfohlene Breiten und Gestaltung
In den Empfehlungen für Radverkehrsanlagen (ERA 2010) wird bei Schutzstreifen noch eine Breite von mindestens 0,5 m zu Längsparken und zum Fahrbahnrand empfohlen, bei Radwegen 0,75 m. Bei Senkrecht- oder Schrägparkständen oder bei Einbauten zwischen Fahrbahnrand und Radverkehrsanlage werden 0,75 m bei Schutzstreifen, beziehungsweise 1,1 m bei Radwegen empfohlen. 
Die Empfehlungen der Forschungsgesellschaft für Straßen- und Verkehrswesen gelten als Stand der Technik. Mit den E Klima 2022 – Steckbriefen werden die zukünftigen Richtlinien für die nächste Version der ERA vorweggenommen. 
Als Stand der Technik gilt mit Veröffentlichung der Steckbriefe, dass Sicherheitstrennstreifen grundsätzlich mit mindestens 0,75 m anzulegen sind, wenn ruhender Verkehr in Form von Parkplätzen nicht zu vermeiden ist. Das bisherige Mindestmaß von 0,5 m entfällt damit. Des Weiteren sollten Sicherheitstrennstreifen nun auch zwischen Parkständen und Mischverkehr des Radverkehrs auf der Fahrbahn vorgesehen werden, insbesondere in schmalen Straßen.
Bei (Geh- und) Radwegen außerorts wird 1,75 m als Regelmaß des Abstands zur Fahrbahn der Landstraße angegeben.
Sicherheitstrennstreifen werden entweder mit einer durchgehenden oder einer unterbrochenen Fahrbahnmarkierung dargestellt, oder sie werden baulich ausgeführt, indem zum Beispiel der Radweg mit entsprechendem Abstand zur weiteren Verkehrsanlage geführt wird. Typisch sind zum Beispiel ein anderer Belag oder Grünstreifen. Gestaltet man den Sicherheitsraum zwischen Fahrbahn und Radfahrstreifen mit Einbauten, die vom Kraftverkehr nicht überfahren werden können, erhält man eine sogenannte Protected Bikelane.

## Verbreitung
Sicherheitstrennstreifen mit den empfohlenen Breiten sind in Deutschland an zahlreichen älteren Radverkehrsanlagen nicht vorhanden. Grund ist der Zeitpunkt der Anlage. Gerade bauliche Radwege sind oft schon Jahrzehnte alt. Auch bei ihnen kann aber eine Nachrüstung durch Markierung erfolgen. Bei jüngeren Radverkehrsanlagen in Deutschland sollten Sicherheitstrennstreifen in aller Regel vorhanden sein. Ein fehlender Sicherheitsraum bei einer geplanten oder neu angelegte Radverkehrsanlage ist ein Defizit das bei einem Verkehrssicherheitsaudit vermerkt werden sollte. Eine solche Anlagen kann dementsprechend auch nicht gefördert werden, wenn der Fördergeber den Stand der Technik als Fördervoraussetzung vorgibt. In der Regel muss dann die Planung geändert werden.
Während in den Niederlanden gebaute Sicherheitstrennstreifen bei Radwegen der Regelfall sind, werden sie in Dänemark bisher nicht angewendet. Die breiten Radwege in Kopenhagen führen zu einer Gefährdung gerade der besonders schnellen, aktuell überholenden und damit weit links auf dem Radweg fahrenden Radfahrer, wenn dort eine Beifahrertür unachtsam geöffnet wird.

## Begriffsgeschichte
Bis zur Novelle der Straßenverkehrsordnung (StVO) 1997 wurde der Sicherheitstrennstreifen in den Regelwerken zum Straßenbau der Forschungsgesellschaft für Straßen- und Verkehrswesen (FGSV) als Schutzstreifen bezeichnet, ähnlich anderer Bedeutungen dieses Begriffs. Da die zuvor als Angebotsstreifen bezeichnete Radverkehrsführung in der StVO-Novelle 1997 als Schutzstreifen benannt wurde, musste für den vorherigen Schutzstreifen ein neuer Begriff gefunden werden.